# استوماتیت تماسی
استوماتیت تماسی به انگلیسی: Contact stomatitis، نوعی التهاب یا درد در مخاط دهانی است که در اثر محرک‌های خارجی ایجاد می‌شود. این بیماری به صورت ضایعات پوستی در محلی که مخاط در تماس طولانی‌مدت با عامل آزاردهنده قرار بگیرد مشاهده می‌شود. این ضایعات غالباً پس از تماس با غذای داغ یا دندان مصنوعی نامناسب یا سایر مواد تحریک‌کننده در دهان ظاهر می‌شوند. در نتیجه، ممکن است بیماران برای حل این مشکل به جای مراجعه به متخصص پوست، به دندانپزشک رجوع کنند. در این بیماری، برخلاف استوماتیت تماسی آلرژیک، پوست پیش از اینکه واکنش ایمنی نشان دهد، نیازی به داشتن تماس قبلی با محرک ندارد.

## همچنین ببینید
- تماس با کهیر
- فهرست بیماری‌های پوستی